# Distrikt Nabilatuk
Nabilatuk ist ein Distrikt in Norduganda. Die Hauptstadt des Distrikts ist Nabilatuk.

## Geschichte
Der Distrikt entstand 2018 aus Teilen des Distrikts Nakapiripirit.

## Demografie
Die Bevölkerungszahl wird für 2020 auf 89.700 geschätzt. Davon lebten im selben Jahr 4,8 Prozent in städtischen Regionen und 95,2 Prozent in ländlichen Regionen.

## Wirtschaft
Subsistenzlandwirtschaft und Tierhaltung sind die wichtigsten wirtschaftlichen Aktivitäten im Distrikt Nabilatuk. 